# بيتر ماس
بيتر ماس (بالإنجليزية: Peter Maas)‏ هو كاتب وصحفي وكاتب سيناريو أمريكي، ولد في 27 يونيو 1929 في نيويورك في الولايات المتحدة، وتوفي بنفس المكان في 23 أغسطس 2001.

## وصلات خارجية
- بيتر ماس على موقع IMDb (الإنجليزية)
- بيتر ماس على موقع ألو سيني (الفرنسية)
- بيتر ماس على موقع أول موفي (الإنجليزية)
- بيتر ماس على موقع قاعدة بيانات الأفلام السويدية (السويدية)
- بيتر ماس على موقع إن إن دي بي (الإنجليزية)
- بيتر ماس على موقع قاعدة بيانات الفيلم (الإنجليزية)
- بيتر ماس على موقع كينوبويسك (الروسية)